# Baltzenheim
Baltzenheim település Franciaországban, Haut-Rhin megyében. Lakosainak száma 563 fő (2022. január 1.). Baltzenheim Kunheim, Durrenentzen és Artzenheim községekkel határos.

## Népesség
A település népességének változása:
| Lakosok száma | 584  | 581  | 580  | 574  | 570  | 566  | 562  | 558  | 563  |
|               | 2013 | 2015 | 2016 | 2017 | 2018 | 2019 | 2020 | 2021 | 2022 |